# David Barnes
David Barnes, eller Barnzy, född den 22 februari 1986 i Adelaide i Australien, är en australisk bågskytt. 
David Barnes har under åren 2000-04, satt flera rekord. Han tog brons på senior-VM i New York, endast 17 år gammal. Efter VM-bronset tog Barnes också andraplatsen i Aten inför olympiska sommarspelen 2004. När det sen var dags för OS var David Barnes med i det australiska landslaget, men åkte ur i första elimineringen.